# 네덜란드령 브라질
네덜란드령 브라질(네덜란드어: Nederlands-Brazilië) 혹은 니우홀란트(네덜란드어: Nieuw-Holland)는 1630년부터 1654년까지 남아메리카 브라질에 존재했던 네덜란드 공화국의 식민지였다. 이 시기의 주요 도시로는 마우리츠스타트(Mauritsstad, 오늘날 헤시피), 프레드릭스타드(Frederikstadt, 오늘날 주앙페소아), 니우암스테르담(Nieuw Amsterdam, 오늘날 나타우), 상루이스, 상크리스토방, 포르탈레자가 있었다.
1630년대 이후, 네덜란드 공화국은 오늘날 브라질 동북부를 장악하여 헤시피를 중심 도시로 하는 식민지를 수립하였고, 네덜란드 서인도 회사(WIC)는 헤시피에 본사를 수립하였다. 식민지 총독 요한 마우리츠(Johan Maurits van Nassau-Siegen)는 식민지 홍보와 이민 증진을 위해 예술가들과 과학자들을 식민지로 초대했다. 네덜란드인들은 요한 마우리츠의 이름을 따라 헤시피를 마우리츠스타트(Mauritsstad)라고 불렀다.
그러나 1649년 네덜란드 공화국과 포르투갈 왕국 사이에서 벌어진 제2차 구아라라피스 전투에서 포르투갈이 크게 승리하자 상황이 급변하였다. 1654년 1월 26일 네덜란드는 항복을 선언하고 포르투갈과 임시 협정을 맺었다. 1654년 5월, 네덜란드인들은 네덜란드 공화국으로 하여금 네덜란드령 브라질을 포르투갈에게 반환하라고 요구했다. 결국 1661년 8월 6일, 헤이그 조약을 통해 네덜란드령 브라질은 포르투갈에게 공식적으로 양도되었다.

## 같이 보기
- 네덜란드 제국